# Bistum Rab

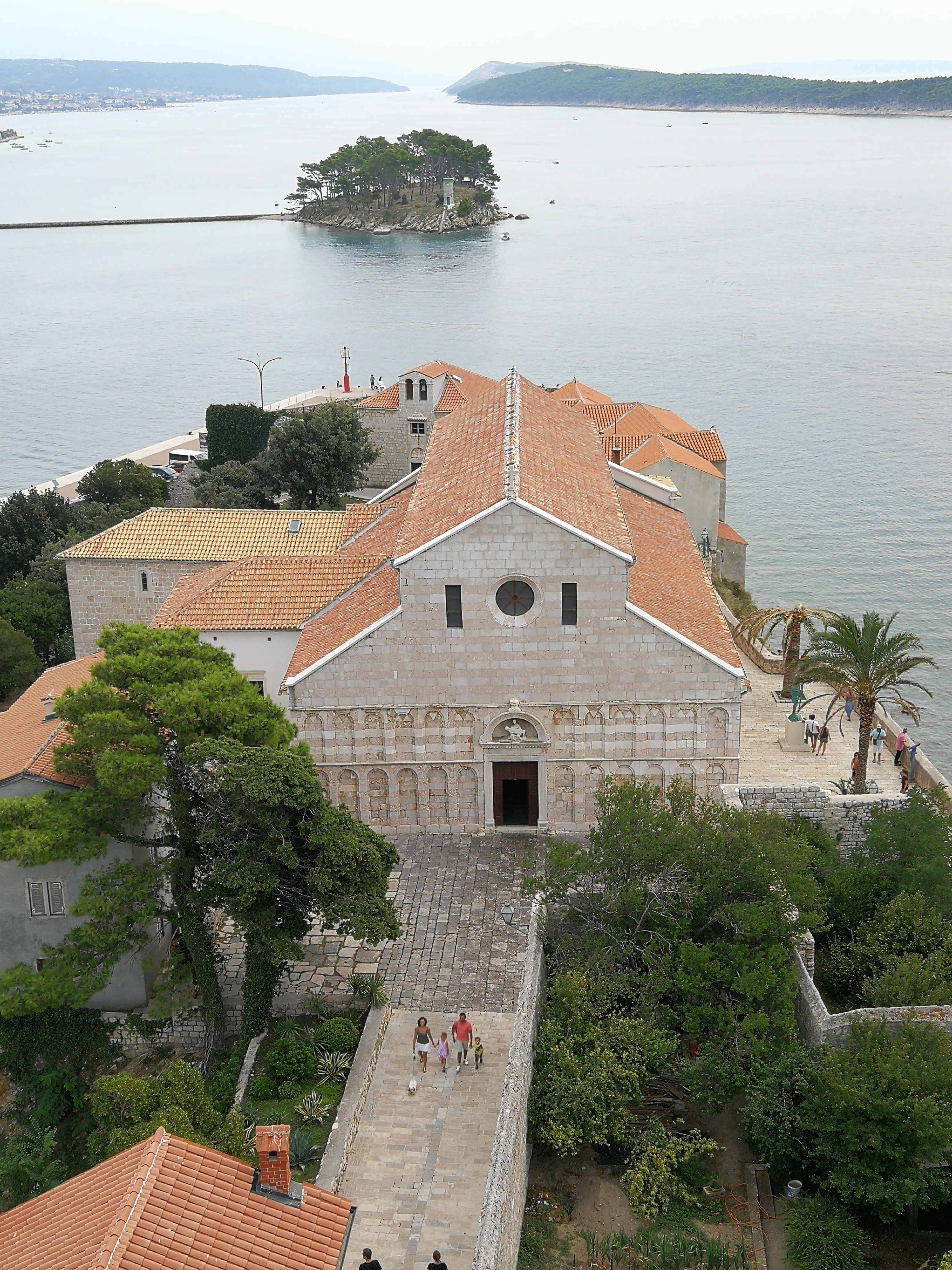
St. Mariä Himmelfahrt in Rab, bis 1828 Kathedrale des Bistums Rab.

Das Bistum Rab (lateinisch Dioecesis Arbensis) ist eine ehemalige katholische Diözese und heutiges Titularbistum mit früherem Sitz in der Stadt Rab auf der gleichnamigen dalmatischen Insel in Kroatien. Die Kirche St. Mariä Himmelfahrt in Rab diente als Kathedrale.

## Geschichte
Es wird angenommen, dass das Bistum Rab kurz nach dem Edikt von Mailand gegründet wurde, da in dieser Zeit mehrere Bischofssitze in der antiken römischen Provinz Dalmatia geschaffen wurden. Die ersten Informationen zur Diözese gibt Athanasius von Alexandria, der in seinen Aufzeichnungen schildert, wie die dalmatischen Bischöfe das Konzil von Serdica (342/343) besuchen.
Der erste in den Urkunden namentlich erwähnte Bischof von Rab war Titianus, der 530 und 533 an den Provinzialsynoden in Salona teilnahm. Die damalige Bedeutung der Diözese zeigt sich auch in der Tatsache, dass der Bischof von Rab der einzige war, dem das Attribut Bischof der Heiligen Diözese beigefügt wurde. Zu dieser Zeit gehörte die Diözese Rab, wie wahrscheinlich auch die benachbarten Bistümer Krk und Osor, zur Erzdiözese Salona. In den Dokumenten zum zweiten Konzil von Split im Jahr 928, in dem es vor allem um Territorialstreitigkeiten der dalmatischen Bistümer ging, wird erwähnt, dass auch die Insel Pag und ein Teil der Küstenregion Velebit zum Besitz des Bistums gehörten.
Im 12. Jahrhundert war der Bischofssitz Rab eine im oberen Adriaraum sehr bedeutende Stadt. Auf Wunsch des damaligen Bischofs Andreas weihte Papst Alexander III. 1177 auf einer Reise von Zadar nach Venedig die im toskanischen Stil gestaltete eindrucksvolle Westfassade der spätmittelalterlichen Kathedrale.
Der letzte Bischof von Rab war Giovanni Pietro Galzigna (1795–1823). Nach dessen Tod blieb die Diözese Rab vakant. Am 30. Juni 1828 wurde sie schließlich durch Papst Leo XII. mit seiner Bulle Locum Beati Petri zusammen mit dem benachbarten Bistum Osor aufgelöst und der Diözese Krk angegliedert.

## Titularbistum ab 1933
105 Jahre nach seiner Auflösung wurde das Bistum Rab 1933 als Titularbistum Arba als Titeldiözese der römisch-katholischen Kirche wiederhergestellt. Titularbischof war bis Juni 2024 der brasilianische Weihbischof Júlio César Souza de Jesus (* 1971).
| Bischöfe des ehemaligen Bistums Rab                |                       |                                                                           |
| Name                                               | Amtszeit bzw. erwähnt | Anmerkung                                                                 |
| Titianus                                           | 530–532               | Teilnehmer am Konzil von Salona                                           |
| Petrus I.                                          | 986                   |                                                                           |
| Mathias                                            | 1018                  |                                                                           |
| Drago                                              | 1062–1071             |                                                                           |
| Petrus II.                                         | 1072                  |                                                                           |
| Gregorius                                          | 1075                  |                                                                           |
| Dobronja                                           | 1080                  |                                                                           |
| Vitalis                                            | 1086                  |                                                                           |
| Petrus III.                                        | 1094                  |                                                                           |
| Vuk Pavao                                          | 1097–1110             |                                                                           |
| Bona                                               | 1111–1145             |                                                                           |
| Andreas                                            | 1177–1193             |                                                                           |
| Prodan de Lauro                                    | 1205–1212             |                                                                           |
| Venantius                                          | 1216                  |                                                                           |
| Pavao                                              | 1239–1243             |                                                                           |
| Stephanus de Dominis                               | 1249–1258             |                                                                           |
| Gregorio Ermolao                                   | 1260–1289             | wohl im Amt verstorben                                                    |
| Matteo Ermolao I.                                  | 1291–1292             |                                                                           |
| Giorgio Ermolao I.                                 | 1292–1313             | im Amt verstorben                                                         |
| Aimone O.S.B.                                      | 1313–1317             | zuvor Bischof von Olenos                                                  |
| Francesco di Filippo                               | 1321                  |                                                                           |
| Giorgio Ermolao II.                                | 1329–1363             | im Amt verstorben                                                         |
| Crisogono de Dominis                               | 1363–1372             | abberufen als Bischof von Trogir, später Erzbischof von Kalocsa           |
| Zodenigo Zodenighi                                 | 1372–1412             | im Amt verstorben                                                         |
| Marino oder Martino Carnota                        | 1414–1423             | abberufen als Bischof von Trogir, später Bischof von Triest               |
| Francesco di Biondo (auch Francesco Servandi) O.P. | 1423–1428             | abberufen als Bischof von Bischof von Koper                               |
| Angelo Cavazza                                     | 1428–1433             | abberufen als Bischof von Poreč, später Bischof von Trogir                |
| Giovanni di Parenzo                                | 1433–1440             | abberufen als Bischof von Poreč, später Bischof von Novigrad (Istrien)    |
| Matteo Ermolao II.                                 | 1440–1443             | zuvor Bischof von Sapa, im Amt verstorben                                 |
| Nicola da Zara O.P.                                | 1443–1447             | zuvor Bischof von Senj, im Amt verstorben                                 |
| Giovanni Scaffa                                    | 1450–1471             | im Amt verstorben                                                         |
| Leonello Chiericato                                | 1472–1484             | abberufen als Bischof von Trogir, später Bischof von Concordia Sagittaria |
| Alonso Malumbra                                    | 1484–1514             | im Amt verstorben                                                         |
| Vincenzo Nigusanti                                 | 1514–1567             | vom Amt zurückgetreten                                                    |
| Biagio Sideneo                                     | 1567–1583             | im Amt verstorben                                                         |
| Andrea Černota O.F.M.                              | 1584–1588             | im Amt verstorben                                                         |
| Pasquale de Padova O.S.B.Cam.                      | 1588–1621             | im Amt verstorben                                                         |
| Theodorus Georgi O.S.B.                            | 1621–1635             | im Amt verstorben                                                         |
| Pietro Gaudenzi                                    | 1636–1664             | im Amt verstorben                                                         |
| Domenico Gaudenzi                                  | 1664–1695             | im Amt verstorben                                                         |
| Octavius Spader O.F.M.Cap.                         | 1695–1698             | im Amt verstorben                                                         |
| Antonio Rossgnoli                                  | 1700–1713             | abberufen als Bischof von Nin                                             |
| Vincenzio Lessio                                   | 1713–1719             | abberufen als Bischof von Bischof von Krk                                 |
| Doymus Zeni                                        | 1720–1728             | im Amt verstorben                                                         |
| Andrea Karlović                                    | 1728–1738             | im Amt verstorben                                                         |
| Pacificio Bizza                                    | 1738–1746             | abberufen als Erzbischof von Salona                                       |
| Giovanni Calebotta                                 | 1746–1756             | abberufen als Bischof von Šibenik                                         |
| Giovanni Luca Garagnin                             | 1756–1765             | abberufen als Erzbischof von Salona                                       |
| Giovanni Battista Jurileo                          | 1765–1771             | abberufen als Bischof von Nin                                             |
| Giovanni Maria Antonio dall‘Ostia                  | 1771–1794             | im Amt verstorben                                                         |
| Giovanni Pietro Galzigna                           | 1795–1823             | zuvor Bischof von Trogir, im Amt verstorben                               |